# Vitória da Conquista
Vitória da Conquista – miasto w Brazylii w stanie Bahia.
Liczba mieszkańców w 2000 roku wynosiła 225 430.